# Laskarina Bubulina

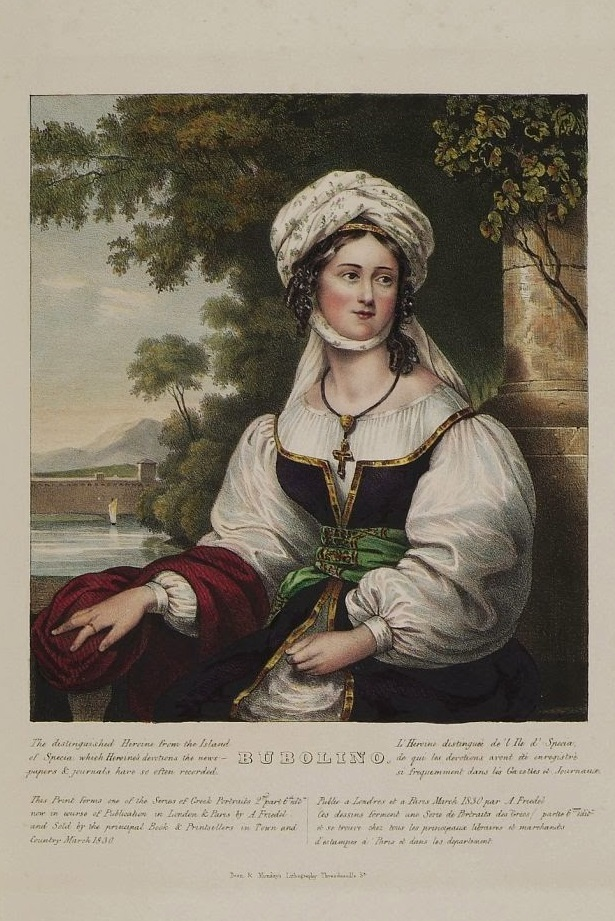
Laskarina Bubulina, litografia Adama Friedela, 1827

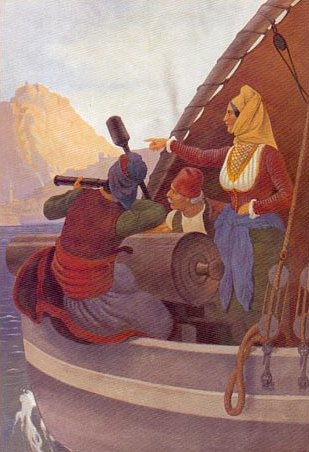
Bubulina na pokładzie „Agamemnona”, obraz Petera von Hessa

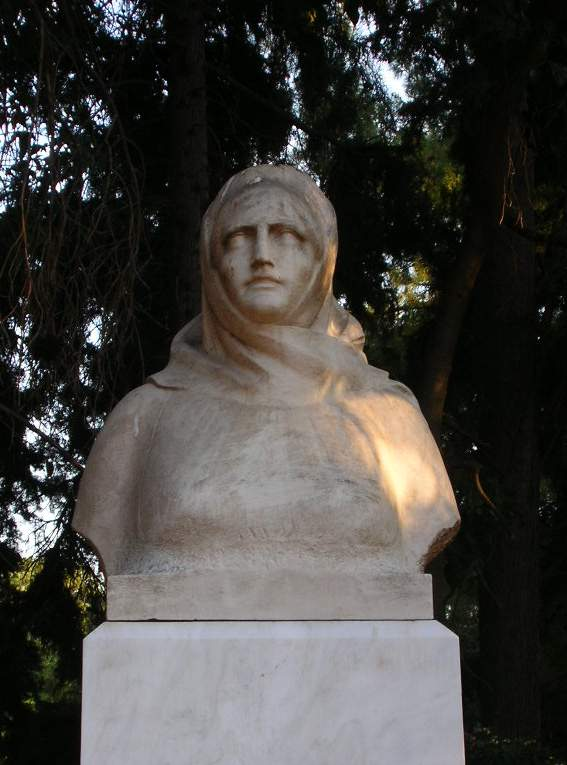
Pomnik Bubuliny w Atenach

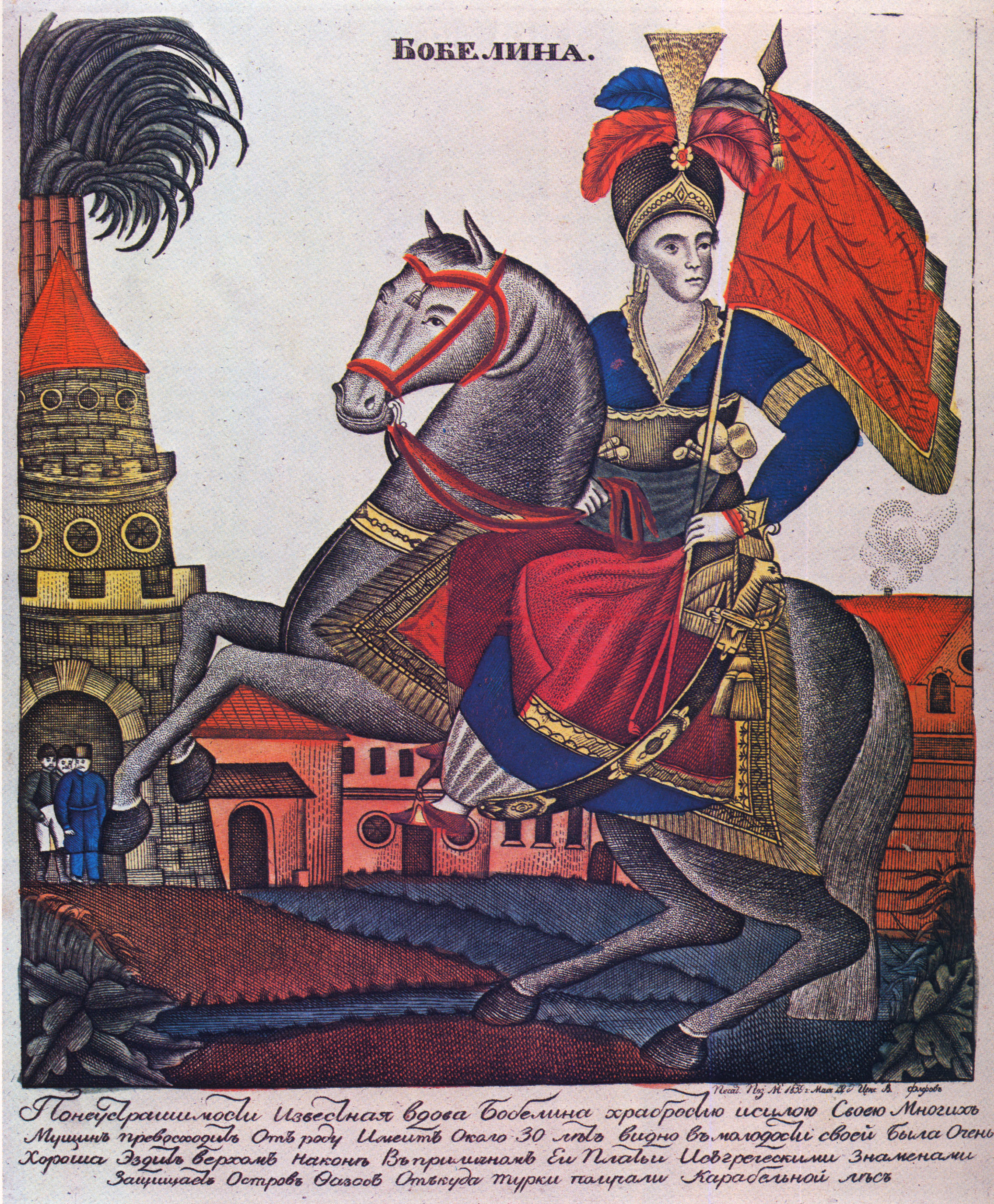
Laskarina Bubulina na rosyjskiej grafice ludowej (XIX w.)

Laskarina Bubulina, gr. Λασκαρίνα Μπουμπουλίνα (ur. 11 maja 1771 w Konstantynopolu, zm. 22 maja 1825 w Spetses) – bohaterka walk o wyzwolenie Grecji spod niewoli osmańskiej.

## Życiorys

### Młodość
Bubulina pochodziła z wyspy Hydra, ale urodziła się w więzieniu w Konstantynopolu, gdy jej matka odwiedzała tam umierającego męża, uwięzionego za udział w powstaniach lat 1769–1770 na Peloponezie, tzw. powstaniu Orłowa. Po śmierci ojca przez cztery lata mieszkała z matką na Hydrze, a po jej powtórnym zamążpójściu za kapitana Dimitriosa Lazarou-Orlowa, zamieszkała wraz z ośmiorgiem przyrodniego rodzeństwa na wyspie Spetses.
W wieku 17 lat Bubulina wyszła za mąż za Dimitriosa Giannouzasa, a po jego śmierci w wieku 30 lat za Dimitriosa Bubulisa. Obaj mężowie polegli jako kapitanowie statków w bitwach z piratami. W 1811 Bubulina została powtórnie wdową z siedmiorgiem dzieci. Po mężach odziedziczyła kilka statków, co zapewniło jej dostatnie życie. 
W 1816 władze osmańskie zamierzały skonfiskować majątek Bubuliny, gdyż jej drugi mąż walczył w wojnie rosyjsko-tureckiej (1806–1812) po stronie Rosji, za co otrzymał honorowe obywatelstwo rosyjskie. Bubulina wyruszyła statkiem „Koriezos” do Konstantynopola, gdzie skorzystała z pomocy ambasadora Rosji, hrabiego Stroganowa. Car Rosji Aleksander I obdarzył ją majątkiem ziemskim na Ukrainie. Przed wyjazdem do Rosji Bubulina została przyjęta na audiencji u matki sułtana i poprosiła ją o pomoc w uratowaniu majątku przed konfiskatą. Po 3 miesiącach pobytu w Rosji Bubulina doczekała się dekretu sułtana Mahmuda II zapewniającego nienaruszalność jej majątku i powróciła na Spetses.

### Uczestnictwo w walkach wyzwoleńczych
Podczas pobytu w Konstantynopolu w 1818 Bubulinę jako jedyną kobietę przyjęto do tajnej organizacji Filiki Eteria. Po powrocie na Spetses zaczęła gromadzić broń i amunicję. W 1820 w miejscowej stoczni ukończono budowę „Agamemnona”, korwety o długości 33 metrów uzbrojonej w 18 ciężkich armat. Władze tureckie zamierzały zabronić Grekom budowy okrętu, ale udało się przekupstwem uzyskać zgodę na ukończenie budowy. W 1819 Bubulina ponownie wyruszyła do Konstantynopola, by spotkać się z patriarchą Grzegorzem V i uzgodnić z nim datę rozpoczęcia powstania.

### Wojna wyzwoleńcza
13 marca 1821, na 12 dni przed oficjalnym rozpoczęciem działań wojennych, na „Agamemnonie” podniesiono flagę rewolucyjną i oddano salut armatni. 3 kwietnia rozpoczęły się walki na wyspie Spetses, wkrótce przyłączyły się wyspy Hydra i Psara. Te 3 wyspy dysponowały łącznie 300 statkami. Bubulina z własnego majątku przez dwa lata utrzymywała armię złożoną z mieszkańców Spetses oraz załogi statków. Kapitanami statków mianowała swoich synów i braci przyrodnich. W 1821 Bubulina na czele swojej floty wyruszyła na podbój twierdzy Nafplion. Twierdza została zdobyta, po prawie dwuletnim oblężeniu, 30 listopada 1822. Zdobyto też fortecę Monemvasia. W bitwie pod Argos pierworodny syn Bubuliny, Giannis Giannouzas, który dowodził oddziałem żołnierzy z Spetsos, poległ od tureckiej kuli w walce.
Na kilka dni przed zdobyciem stolicy Peloponezu, Trypolisu, Bubulina przybyła na białym koniu w otoczeniu swoich żołnierzy i spotkała tam generała Gennaiosa Kolokotronisa. Kiedy 11 września 1821 zdobyto Trypolis, Grecy dopuścili się masakry tureckich mieszkańców miasta. Bubulina ocaliła wtedy harem Hursita Paszy, odwdzięczając się matce sułtana za jej pomoc w uratowaniu majątku przed konfiskatą.

### Po uzyskaniu niepodległości
Po uzyskaniu niepodległości Bubulina zamieszkała w domu w Nafplionie, oddanym jej do dyspozycji przez rząd grecki. Kiedy w końcu roku 1824 wybuchła wojna domowa, Bubulina została uwięziona, następnie powróciła do Spetses, gdzie pozostawała do końca życia.
Poniosła śmierć w sprzeczce z członkami rodziny Koutsisów. Córka Koutsisów została porwana, lub też uciekła z domu rodziców, wraz z Georgiosem Giannouzasem, synem Bubuliny z pierwszego małżeństwa. Ojciec dziewczyny Christodulos Koutsis oraz uzbrojeni członkowie jego rodziny przybyli pod dom Bubuliny. Ta wyszła do nich na balkon, wyrażając się o przybyszach w obraźliwym tonie. W trakcie kłótni brat uprowadzonej wystrzelił z pistoletu, trafiając Bubulinę w czoło. Zginęła na miejscu. Zgodnie z wymogiem miejscowej tradycji, zabójcy nie postawiono w stan oskarżenia.

## Sława pośmiertna
W uznaniu jej zasług dla Rosji została pośmiertnie mianowana admirałem floty rosyjskiej. W Rosji stała się też bohaterką popularnych powieści, jej obraz pojawiał się na grafikach ludowych. W Polsce Bubulina była wzorem osobowym dla Emilii Plater.
W następnych pokoleniach, dziesiątki potomków Bubuliny służyło jako wyżsi oficerowie greckiej marynarki wojennej, jeden z nich w stopniu admirała, kilku pełniło funkcje ministerialne. Z powodu republikańskich i demokratycznych poglądów Bubuliny, usunięto o niej informacje z greckich podręczników w okresie dyktatury Ioannisa Metaksasa.
Jej wizerunek widniał na greckiej monecie obiegowej o nominale 1 drachmy bitej z przerwami w latach 1988-2000.